# Prolongement en mer des Cap et étang de Leucate
Prolongement en mer des Cap et étang de Leucate este o arie protejată (sit de importanță comunitară — SCI) din Franța întinsă pe o suprafață de 13.731 ha, integral marine.

## Localizare
Centrul sitului Prolongement en mer des Cap et étang de Leucate este situat la coordonatele 42°50′39″N 3°04′49″E / 42.84418°N 3.08041°E.

## Înființare
Situl Prolongement en mer des Cap et étang de Leucate a fost declarat arie specială de conservare în baza directivei 92/43 din 1992 referitoare la conservarea habitatelor naturale și a faunei și florei sălbatice pentru a proteja un număr necunoscut de specii din flora spontană și fauna sălbatică aflate în arealul zonei.

## Biodiversitate
Situată în ecoregiunea mediteraneană, aria protejată conține 2 habitate naturale: Recifuri, Bancuri de nisip acoperite în permanență slab de apă marină.
La baza desemnării sitului se află un număr nedeclarat de specii protejate.